# Jocelyne Wildenstein
Pour les articles homonymes, voir Wildenstein (homonymie) et Périsset.
Jocelyne Wildenstein, née Jocelyne Alice Périsset le 7 septembre 1945 à Lausanne (canton de Vaud, Suisse) et morte le 31 décembre 2024 à Paris, est une personnalité de la vie mondaine new yorkaise.
Première épouse du milliardaire Alec Wildenstein, elle a recours, durant son mariage, à des interventions de chirurgie plastique qui modifient considérablement son apparence, principalement son visage.
Surnommée par la presse La Fiancée de Wildenstein ou encore Cat woman, objet d'articles et reportages pour ses transformations corporelles, elle est parfois citée à ce sujet dans des communications de psychiatrie.

## Biographie
Fille d'un vendeur d'articles de sport dans un grand magasin de Lausanne, Jocelyne Périsset naît dans cette ville le 7 septembre 1945,. En 1963, elle rencontre le producteur de films suisse Cyrille Piguet. Le couple s'installe à Paris deux ans plus tard. Elle n'exerce alors aucune activité professionnelle et n'envisage pas d'en avoir.
Jocelyne découvre la vie mondaine à cette époque, rencontrant, selon elle, « des personnes excitantes et glamour ». Elle note en particulier avec ravissement qu'elle est conviée à bord du jet privé du milliardaire Adnan Khashoggi qui « possède une chambre, une salle de bains et un bidet. »
En 1977, elle est la compagne du cinéaste Sergio Gobbi. Cette même année, elle est invitée à Ol Jogi, le ranch kényan d'une de ses amies, Claude Bauche, qui vient d'en vendre 49 % des parts à Alec Wildenstein, (d'autres sources prétendent qu'elle est l'invitée d'Adnan Kashoggi dans la propriété voisine). À Ol Jogi, Jocelyne découvre la savane, la varappe, le Zambèze aux côtés d'Alec Wildenstein qui vient de perdre son chien, exactement comme elle. Cette situation les rapproche et ils deviennent amants. Alec Wildenstein rompt à cette occasion avec Maria Kimberly, qui avait joué quelques années auparavant dans Trafic de Jacques Tati.
Le mariage est célébré l'année suivante, le 30 avril 1978, à Las Vegas. Il en naît deux enfants, Diane en 1979 et Alec Jr. en 1980.
Craignant de perdre l'affection de son mari, madame Wildenstein se tourne alors vers la chirurgie esthétique. Elle se rappelle qu'il aime les chats sauvages et imagine de devenir « plus féline » grâce à de multiples interventions chirurgicales et injections de collagène. Le résultat n'est pas à la hauteur de ses espérances : monsieur Wildenstein « hurle d'horreur » (scream in horror) et entame une procédure de divorce. Celui-ci est très médiatisé en raison de la fortune familiale — estimée à 10 milliards de dollars — et du physique étrange de Jocelyne, qui fascine la presse.
La procédure connaît par ailleurs de nombreux rebondissements, notamment lorsque madame Wildenstein découvre son mari dans le lit conjugal en compagnie d'une jeune fille russe de 18 ans. Celui-ci la menace d'un revolver Smith & Wesson, ce qui conduit à son arrestation.
Le divorce est prononcé le 6 mars 1998. Jocelyne Wildenstein obtient la propriété de l'hôtel particulier des Wildenstein à New York, d'un château en France, du ranch de 297 km2 au Kenya et une pension annuelle de 2,4 millions de dollars.
Elle vit ensuite à New York où elle poursuit ses activités mondaines. Depuis 2008, le styliste Lloyd Klein (en) — de vingt-sept ans son cadet — est régulièrement photographié en sa compagnie,.
Elle participe à deux émissions sur la chaîne C8 : Chez Jordan de Luxe  diffusée le 17 octobre 2024 et Face à Hanouna diffusée le 20 octobre 2024.
Jocelyne Wildenstein meurt le 31 décembre 2024 dans un palace du 8e arrondissement de Paris, à l'âge de 79 ans,. Son compagnon Lloyd Klein (en) détaille qu'elle est morte durant sa sieste avant de se préparer pour la nuit de la Saint-Sylvestre, victime d'une phlébite qui s'est transformée en embolie pulmonaire. Elle est crématisée au crématorium du Père-Lachaise, et ses cendres dispersées dans son ranch familial du Kenya.

## Transformations corporelles
Les premiers contacts de Jocelyne Wildenstein avec la chirurgie plastique datent, selon ses dires, des débuts de son mariage : son mari l'aurait entraînée à se prêter avec lui à une blépharoplastie. Il aurait ensuite eu recours lui-même à plusieurs lipoaspirations. Les chirurgiens esthétiques sont des habitués de la famille Wildenstein, notamment les médecins new-yorkais Richard Coburn et Norman Orentreich.
C'est à compter des années 1980 que Jocelyne Wildenstein s'adonne à la reconstruction plastique de son visage de façon intensive et méthodique. Le docteur Coburn en est l'artisan. Les actions et traitements entrepris concernent au moins sept remodelages du visage, une reconstruction complète de la forme des yeux et différentes injections de collagène dans les lèvres, le cou et le menton. Selon les estimations de la presse, le coût total de ces opérations oscille entre deux millions de livres et quatre millions de dollars, soit 2,287 millions à 2,830 millions d'euros.
Le résultat obtenu fait, dès l'apparition de Jocelyne Wildenstein en public et plus encore lors de la médiatisation de son divorce, l'objet de très nombreux articles de presse et reportages télévisés. Faisant référence au titre d'un célèbre film d'horreur, The Bride of Frankenstein (La Fiancée de Frankenstein), le New York Post la surnomme « La Fiancée de Wildenstein ». D'autres sobriquets lui sont attribués — Cat Woman, Cat Lady, The Lion Queen — en raison de son apparence monstrueuse « féline » ; il semble cependant que Jocelyne Wildenstein ait rendu son visage moins remarquable en 2010.
Le cas de Jocelyne Wildenstein est régulièrement évoqué par des psychiatres et spécialistes de chirurgie plastique comme un exemple de dysmorphophobie (body dysmorphic disorder, maladie classifiée au DSM-IV),. Ce diagnostic est toutefois discuté.